# Wynn Las Vegas
Das Wynn Las Vegas ist ein Hotel und Spielkasino am Las Vegas Strip im US-Bundesstaat Nevada. Das im Jahr 2005 eröffnete Luxushotel wurde nach dem Immobilienmogul Steve Wynn benannt.

## Beschreibung
Am 28. April 2005 eröffnete Steve Wynn das bis dahin teuerste Hotel der Welt mit Baukosten von rund 2,7 Milliarden US-Dollar (2,1 Mrd. Euro). Bereits um die Jahrtausendwende begann der damals finanziell stark angeschlagene Wynn mit der Planung und kaufte das  renommierte, aber renovierungsbedürftige Hotel Desert Inn.
Mit 2.716 Zimmern liegt das Wynn deutlich hinter den größten Hotels in Las Vegas, dem MGM (5.000 Zimmer), dem Bellagio (knapp 4.000) oder dem Luxor (4.400). Buchbar sind unter anderem Einheiten mit 58 m² bis Suiten zu 650 m².
Das Wynn ist mit 50 Stockwerken das zurzeit (2017) vierthöchste Hotel in Las Vegas. Das Grundstück umfasst ein 10.200 m² großes Spielcasino, einen 12.000 m² großen See, 18 Restaurants und Bars, 26 Geschäfte auf 7.000 m², eine Kunstgalerie und zwei Hochzeitskapellen. Darüber hinaus gibt es ein 20.700 m² großes Konferenzzentrum. Es ist das einzige Hotel in Las Vegas, das über einen Golfplatz mit 18 Löchern verfügt.
Die Kunstsammlung aus der privaten Sammlung Wynns beinhaltet neben Werken von Édouard Manet, Andy Warhol, Vincent van Gogh, Paul Cézanne, oder Paul Gauguin das Meisterwerk Pablo Picassos – Le Rêve. Entgegen dem Trend bisheriger Hotels am Las Vegas Strip hat das Wynn keine Attraktionen, die von der Straße aus bewundert werden können, um Besucher anzulocken. Die Hauptattraktion ist der „Lake of Dreams“, ein künstlicher See, auf den Bilder projiziert werden.

## Inhouse-Shows – Theaterproduktionen

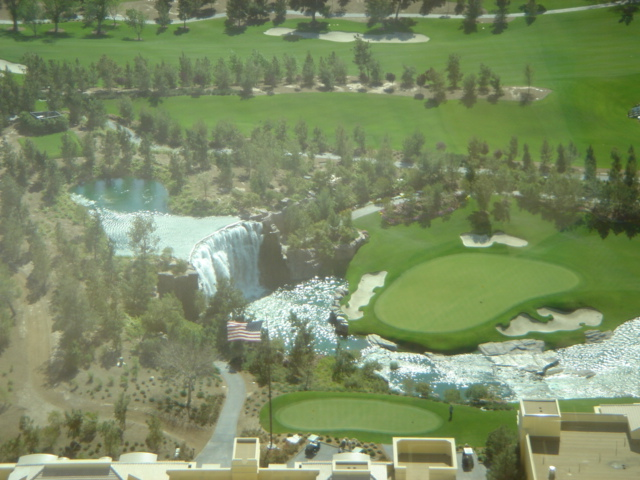
Wynn Golfplatz

Im Hotel befinden sich diverse Nachtclubs sowie eine aufwändige Theaterproduktion, die extra für das Haus entworfene Wasserrevue Le Rêve (frz. „Der Traum“). Produziert wurde diese vom ehemaligen Regisseur des Cirque du Soleil, Franco Dragone. Le Rêve  wird in einem eigenen Bühnengebäude mit großem Schwimmbecken aufgeführt, in dem ein mechanisches Unterwasserlabyrinth installiert ist. Unter der 35 Meter hohen Kuppel führt die Truppe Artistik vor wechselnden Bühneneffekten vor.
Das zweite Theater wurde vom Entertainer Danny Gans bespielt, der im Mai 2009 starb. Die weiteren bisherigen Produktionen waren Avenue Q und Spamalot.

## Encore
Neben dem bisherigen Wynn-Komplex wurde ein weiteres Hotelgebäude, Encore Suites at Wynn Las Vegas mit angeschlossenem Kasino gebaut. Es wurde im Dezember 2008 eröffnet und ähnelt seinem Schwesterhotel.

## Erweiterungsprojekte
2016 gab Wynn Pläne für eine Erweiterung der Anlage bekannt. Auf dem Gelände des Golfplatzes südlich der Hotels sollte die künstliche Lagunenlandschaft namens „Paradise Park Lagoon“ mit einem weiteren Hotel, Casino und Gastronomie entstehen. 2018 gab Wynn das Projekt auf und stellte den Golfplatz wieder her. Lediglich die geplante Erweiterung des Kongresszentrums wurde vollendet.